# Katrín Jakobsdóttir
Katrín Jakobsdóttir (Reykjavík, 1976. február 1. –) izlandi politikus, 2017 és 2024 között az ország miniszterelnöke.
1976 február elsején született Reykjavíkban. Apja, Jakob Ármannsson, bankár volt; anyja, Signý Thoroddsen pedig pszichológus. A középiskolát 1996-ban végezte el. Ezután az Izlandi Egyetemen izlandi-francia szakos alapdiplomát szerzett 1999-ben, majd izlandi irodalomból végzett mesterfokozatot 2004-ben. Férje Gunnar Örn Sigvaldason filozófus. Három fiuk van: Jakob (2005), Illugi (2007) és Ármann Áki (2011).
2007 óta a Reykjavík-északi választókerület képviselője az Alþingiben. A Baloldali-Zöld Mozgalom frakciójának tagja. 2009 és 2013 között Jóhanna Sigurðardóttir kormányában oktatás-, kultúra- és tudományügyi miniszter, valamint az északi együttműködésért felelős miniszter volt.
A 2017-es izlandi parlamenti választáson Katrín pártja 11 mandátumot szerzett a 63 tagú Alþingiben, amellyel második helyen végzett. Mivel azonban a győztes Függetlenségi Párt nem volt képes koalíciót alakítani, november végén a Baloldali-Zöld Mozgalom vezetésével alakult kormány, amelyben részt vesz a korábban hatalmon lévő Függetlenségi Párt és a Progresszív Párt is. Az új koalíciónak 35 mandátuma volt a törvényhozásban.
2024. április 5-én Katrín bejelentette lemondását, hogy indulhasson az államfői tisztségért a júniusi elnökválasztáson. Az Alþingi, az izlandi országgyűlés Bjarni Benediktsson külügyminisztert választotta meg kormányfőnek. Bjarni korábban a pénzügyminiszteri tisztséget is ellátta, 2017-ben pedig egy rövid ideig miniszterelnök is volt.